# Bitwa o hacjendę San Jacinto
Bitwa o hacjendę San Jacinto – starcie zbrojne, które miało miejsce 14 września 1856 r. w trakcie wojny Nikaragui z koalicją państw Ameryki Środkowej (1856–1857).
W roku 1856 Kostaryka zorganizowała koalicję państw Ameryki Środkowej (Gwatemali, Salwadoru i Hondurasu), których wojska wkroczyły do Nikaragui rządzonej przez flibustiera Williama Walkera. Po dotarciu do León korpus ekspedycyjny podzielony został na mniejsze grupy. W tym czasie Walker wysłał do walki oddział liczący 165 najemników dowodzonych przez ppłk. Byrona Cole'a. 
W drodze z León jeden z oddziałów sprzymierzonych zajął położoną na trasie przemarszu grupy Cole'a hacjendę San Jacinto. Zaskoczeni obecnością wojsk koalicji, najemnicy zaatakowali przeciwnika. W trakcie zaciętej walki na tyły oddziału Cole'a popędzono stado bydła, które wzniosło tumany kurzu. Najemnicy, sądząc że przeciwnik atakuje ich tyły rozpoczęli ucieczkę. W jej trakcie oddział najemników został rozbity. Większość żołnierzy w tym ppłk. Byron Cole poległa. 